# سازمان پژوهش‌های علمی و صنعتی ایران
سازمان پژوهش‌های علمی و صنعتی ایران یک سازمان دولتی وابسته به وزارت علوم، تحقیقات و فناوری است که در زمینه توسعهٔ فناوری و همچنین حمایت و راهبری پژوهشگران و فناوران فعالیت می‌کند. جشنواره خوارزمی توسط این سازمان برگزار می‌شود.

## تاریخچه
در سال ۱۳۵۹ با تصویب شورای انقلاب، سازمان پژوهش‌های علمی و صنعتی ایران تأسیس شد. این سازمان در سال ۱۳۶۲ زیر نظر وزارت فرهنگ و آموزش عالی (وزارت علوم، تحقیقات و فناوری کنونی) قرار می‌گیرد و این الحاق با تصویب مجلس در سال ۱۳۶۵، دائمی می‌شود.
این سازمان در سال ۱۴۰۲ توسط دولت کانادا تحریم شد.

## ارکان سازمان
این سازمان مطابق اساسنامه دارای ارکان شورای سرپرستی، هیئت اجرایی و هیئت علمی می‌باشد. رئیس سازمان، ریاست شورای سرپرستی و هیئت اجرائی را نیز عهده‌دار می‌باشد و توسط وزیر علوم، تحقیقات و فناوری منصوب می‌شود.

## پژوهشگاه فناوری‌های نوین
- پژوهشکده زیست‌فناوری
- پژوهشکده مواد پیشرفته و انرژی‌های نو
- پژوهشکده برق و فناوری اطلاعات
- پژوهشکده فناوری‌های شیمیایی
- پژوهشکده مطالعات فناوری‌های نوین
- پژوهشکده کشاورزی
- پژوهشکده مکانیک
- اداره‌کل آزمایشگاه‌های مرکزی[۳]

## رئیسان سازمان
اسامی رئیسان سازمان (از بدو تشکیل در سال ۱۳۵۹ تاکنون) در فهرست زیر آمده‌است:
- ابوالفضل اجاره‌دار (۱۳۵۹ تا ۱۳۶۰)
- رحیم ملک‌زاده (۱۳۶۰ تا ۱۳۶۱)[۵]
- مجید عباس‌پور تهرانی (۱۳۶۱ تا ۱۳۶۲)
- محمود تبیانی (۱۳۶۲ تا ۱۳۶۵)
- سید احمد معتمدی (۱۳۶۵ تا ۱۳۶۸)
- محمد سلیمانی (۱۳۶۸ تا ۱۳۶۹)
- سید احمد معتمدی (۱۳۶۹ تا ۱۳۷۹)
- محمدجعفر میلی‌منفرد (۱۳۷۹ تا ۱۳۸۱)
- عطاءالله کوهیان (۱۳۸۱ تا ۱۳۸۳)
- سید حمید فتحی (۱۳۸۳ تا ۱۳۸۴)
- غلامحسین رحیمی (اسفند ۱۳۸۴ تا ۵ آبان ۱۳۸۸)[۶][۷]
- عباس طائب (۵ آبان ۱۳۸۸ تا شهریور ۱۳۹۰)[۸]
- احمد اکبری (شهریور ۱۳۹۰ تا تیر ۱۳۹۴)[۹]
- فتح‌الله مضطرزاده (۸ تیر ۱۳۹۴ تا ۲۹ فروردین ۱۳۹۷)[۱۰]
- علیرضا عشوری (۲۹ فروردین ۱۳۹۷ تا ۲۴ فروردین ۱۴۰۱)[۱۱]
- حسن زمانیان (۲۴ فروردین ۱۴۰۱ تا مهر ۱۴۰۳)[۱۲]
- محمد نبی شهیکی تاش (مهر ۱۴۰۳ تا آبان ۱۴۰۳) (سرپرست)[۱۳]
- علیرضا عشوری (آبان ۱۴۰۳ تاکنون)[۱۴]

## نشریات رسمی
1. Advances in Environmental Technology
2. Hydrogen, Fuel Cell & Energy Storage
3. Innovative Food Technologies
4. Journal of Particle Science and Technology
5. Journal of Technology Development Management
6. Microbiology, Metabolites and Biotechnology